# Rally Rías Bajas de 1971
El Rally Rías Bajas de 1971, oficialmente 9.º Rally Internacional a las Rías Bajas, fue la novena edición y la undécima cita de la temporada 1971 del Campeonato de España de Rally. Se celebró del 12 al 14 de agosto y contó con un recorrido de 550 km totales con diecisiete pruebas complementarias.

## Clasificación final
| Pos. | Piloto               | Copiloto                  | Automóvil                | Tiempo  | Diferencia |
| ---- | -------------------- | ------------------------- | ------------------------ | ------- | ---------- |
| 1.   | Eladio Doncel        | Juan Antonio Conde        | Porsche 911 S            | 1:12:09 | 0.0        |
| 2.   | Alberto Ruiz-Giménez | Ricardo Muñoz             | Porsche 911 S            | 1:12:33 | +0:23      |
| 3.   | Estanislao Reverter  | Eloy Rodríguez            | Alpinche                 | 1:13:39 | +1:29      |
| 4.   | Lucas Sainz          | Juan Carlos Oñoro         | Alpine-Renault A110 1440 | 1:14:44 | +2:34      |
| 5.   | José Pavón           | A. Monjardin              | Renault 8 TS             | 1:15:47 | +3:37      |
| 6.   | Humberto Rodríguez   | Julio Orozco              | Porsche 911 R            |         |            |
| 7.   | Roter Rogel          | Jaime Ramón Guerrero      | Porsche 914/6 GT         |         |            |
| 8.   | Marc Etchebers       | Marie-Christine Etchebers | BMW 2002 Ti              |         |            |
| 9.   | Manuel Juncosa       | Artemio Eche              | SEAT 124 Sport Coupé     |         |            |
| 10.  | Emilio Druán         | J. Larrñaga               | SEAT 124 Sport Coupé     |         |            |